# 河尻春之

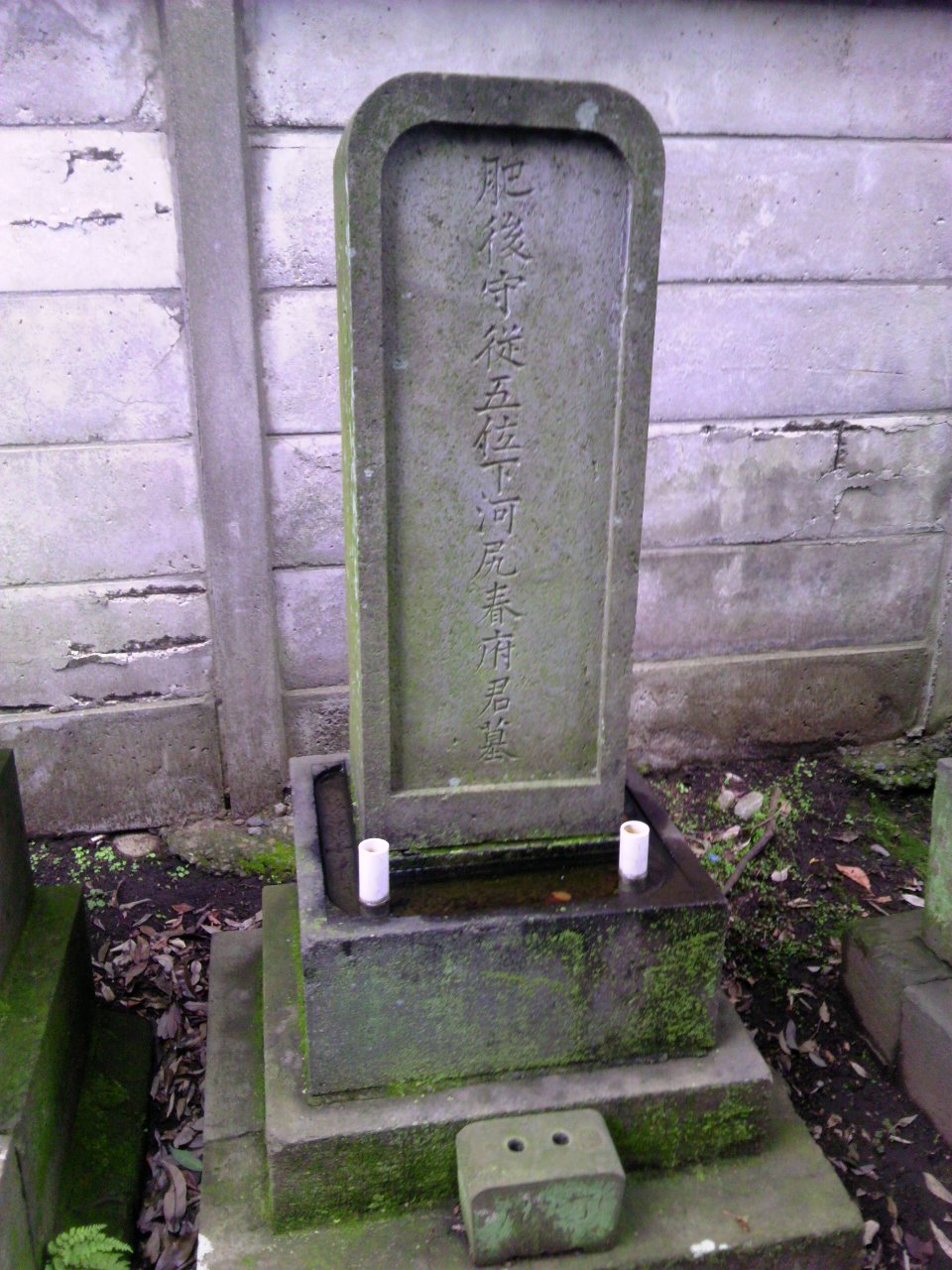
河尻春之の墓

河尻 春之（かわじり はるゆき、宝暦6年（1756年） - 文化12年12月22日（1816年1月20日））は、江戸時代後期の旗本。初名は育（やしなう）、後に春、或いは春之に改める。通称は甚五郎。妻は石川公鬯の娘。官途は肥後守、のちに式部少輔。

## 略歴
春之の遠祖は織田信長の家臣であった河尻秀隆で、旗本河尻家はその次男の鎮行が江戸幕府に仕えたのに始まる。
安永元年（1772年）に旗本である父・河尻鎮恒の跡を継ぐ。久保筑水について学を修め、筑水の『學庸精義』に補注を加えた。「刪補河尻育」とあるのは春之のことである。後に林家家塾にも学んだ。
天明2年（1782年）、江戸城西丸納戸番となり、天明6年（1786年）本丸納戸番となる。寛政4年（1792年）、信州中野代官（長野県中野市）となる。寛政7年（1795年）、初代大和五條代官（奈良県五條市）となる。
文化4年（1807年）10月24日、本丸納戸頭兼勘定吟味役より村垣定行とともに松前奉行（同日箱館より福山に移転）に任命された。加えて廃止となった箱館奉行時代より戸川安論、羽太正養が引き続き奉行となり、4名体制で発足した。対露政策では思い切った施策を献言した。
文化6年（1809年）7月、西丸持弓頭となる。文化12年（1815年）12月22日役所にて61歳で死去した。その遺文は、林家塾へ入門の際河尻が紹介者となり、松前奉行の際にも河尻が屯田で協力を仰いだ八王子千人同心組頭の塩野適斎が遺族に頼まれて集成し、『製阪肥後公遺稿』として編まれた。葬地は菩提寺の久成寺で墓所も現存する。